# 埃尔谢克豪尔毛
埃尔谢克豪尔毛，是匈牙利南部巴奇-基什孔州所辖的一个村，总面积27.56平方公里，202年人口數為532。